# KTFF 1. Lig
De KTFF 1. Lig, tot 2014 İkinci Lig, is een voetbalcompetitie in de Turkse Republiek Noord-Cyprus. Het is het tweede niveau.
De competitie werd opgericht in 1955 na de deling op Cyprus en wordt georganiseerd door de Turks-Cypriotische voetbalbond. Er namen 14 teams deel en de bovenste drie van de ranglijst promoveerden naar de KTFF Süper Lig en de onderste drie degraderen naar de KTFF 2. Lig (tot 2014 Üçüncü Lig). In het seizoen 2016/17 werden de 1. Lig en 2. Lig samengevoegd en werd in twee poules gespeeld. De 2. Lig werd hierna opgeheven en vervangen door regionale reeksen, de Bölgesel Terfi Müsabakaları (BTM) Ligi in meerdere poules. Degradatie vanuit de KTFF 1. Lig, die uitgebreid werd tot 16 teams, vindt vervolgens plaats naar de BTM 1. Lig. Daaronder is nog de BTM 2. Lig.

## Kampioenen vanaf 2001
- 2001: Baf Ülkü Yurdu
- 2002: Lapta Türk Birliği
- 2003: Mağusa Türk Gücü
- 2004: Lapta Türk Birliği
- 2005: Hamitköy
- 2006: Bostancı Bağcıl
- 2007: Ozanköy
- 2008: Binatlı Yılmaz
- 2009: Doğan Türk Birliği
- 2010: Düzkaya
- 2011: Yenicami
- 2012: Gençlik Gücü
- 2013: Yeni Boğaziçi
- 2014: Gönyeli SK
- 2015: Türk Ocağı Limasol
- 2016: Dumlupınar
- 2017: Merit Alsancak Yeşilova, Ozanköy
- 2018: Gönyeli
- 2019: Göçmenköy